# Кетросу (Аненій-Нойський район)
Кетросу (рум. Chetrosu) — село в Аненій-Нойському районі Молдови. Адміністративний центр однойменної комуни, до складу якої також входить село Тодірешть.

## Населення
За даними перепису населення 2004 року у селі проживали 1974 особи.
Національний склад населення села:
| Національність       | Кількість осіб | Відсоток     |
| -------------------- | -------------- | ------------ |
| молдавани румуни     | 1486 10        | 75,3 % 0,5 % |
| українці             | 228            | 11,6 %       |
| росіяни              | 164            | 8,3 %        |
| болгари              | 32             | 1,6 %        |
| гагаузи              | 14             | 0,7 %        |
| цигани               | 5              | 0,3 %        |
| євреї                | 2              | 0,1 %        |
| інша / без відповіді | 33             | 1,7 %        |
| Всього               | 1974           | 100 %        |

## Постаті
- Горо Сергій Петрович  (1981—2017) — молодший сержант Збройних сил України, учасник російсько-української війни.